# فورت لوبتون (كولورادو)
فورت لوبتون (بالإنجليزية: Fort Lupton)‏ هي مدينة تقع في مقاطعة ويلد بولاية كولورادو في الولايات المتحدة. تبلغ مساحتها 10.4 (كم²)، وترتفع عن سطح البحر 1496 م، بلغ عدد سكانها 6787 نسمة في عام 2000 حسب إحصاء مكتب تعداد الولايات المتحدة وتصل الكثافة السكانية فيها 652.6 نسمة/كم2.

## أعلام
- كورنيليوس بيكر فيليب

## وصلات خارجية
- City of Fort Lupton